# Il tempio del dottor Lamar
Il tempio del dottor Lamar (Kiss and Make-Up) è un film del 1934, diretto da Harlan Thompson e Jean Negulesco, con Cary Grant.

## Trama
Il dottor Maurice Lamar gestisce a Parigi uno studio che è a metà fra il salone di bellezza e l'ambulatorio di chirurgia estetica, al quale si rivolgono moltissime donne. Marcel Caron, il marito di una di esse, Eve, gli fa causa perché ritiene che la moglie, a causa dei trattamenti subiti, si sia allontanata da lui irrimediabilmente.
Marcel ed Eve divorziano e il dottor Lamar ed Eve si sposano. Essi si recano ad un convegno di cosmesi in una località balneare, con la segretaria di Lamar, Annie, che da tempo cerca inutilmente di farsi notare dal dottore. Ma la vita fra la nuova coppia si dimostra impossibile, proprio a causa delle prescrizioni e delle diete che il muovo marito le ha assegnato; Eve, d'altra parte, ha trovato un nuovo corteggiatore in Rolando, incontrato sul posto.
Annie intanto si consola con Marcel, anch'egli presente nella cittadina costiera. Di ritorno a Parigi, Annie annuncia il proprio matrimonio con Marcel, e solo allora Lamar si accorge che ha sempre amato la sua segretaria. Il matrimonio viene disdetto, mentre, in riviera, Eve impone una dieta al suo nuovo compagno 

## Colonna sonora
Nel film, interpretate dai protagonisti, sono presenti le seguenti canzoni di Ralph Rainger (su testo di Leo Robin): Corn Beef and Cabbage I Love You,  The Mirror Song, e  Love Divided by Two. 

## Produzione
Il film, realizzato ai Paramount Studios di Los Angeles, è basato sul lavoro teatrale Kozmetika di István Békeffy. A Il tempio del dottor Lamar prendono parte tutte le 13 giovani attrici del WAMPAS Baby Stars del 1934.

## Accoglienza
Andre Sennwald del New York Times ha classificato il film come "bazaar di intimo di prima classe e intrattenimento di terza classe", riconoscendo tuttavia che l'interpretazione di Cary Grant aveva apportato maggior vivacità all'insieme. Winthrop Sargent di Variety ha lodato il ruolo di Grant come dottore, ma era dell'opinione che sia lui che Horton avessero eccessivamente calcato i toni della loro recitazione, rendendola "troppo spinta per suscitare il riso". Più recentemente Pauline Kael, apprezzando l'interpretazione di Grant, riteneva che egli avesse fatto buon uso della propria esperienza nel vaudeville, manifestando "un senso dell'umorismo" portato avanti con una sorta di "sincero esibizionismo sicuro di sé".